# Urate
L’urate est le terme qui permet de décrire les sels de l’acide urique. L’urate peut être composé de sodium, de calcium, etc. Il peut être responsable de calculs rénaux.